# Sand (filme de 1949)
Sand, também conhecido como Will James' Sand (bra Gritos na Serra), é um filme norte-americano de 1949, dos gêneros faroeste, aventura e drama, dirigido por Louis King, com roteiro de Martin Berkeley, Jerome Cady e Jo Graham baseado no romance homônimo de Will James.

## Sinopse
Jeff Keane é um criador de cavalos que perde seu campeão em um acidente de trem. Daí, ele contrata a rancheira Joan Hartley pra ajudá-lo a encontrar o garanhão, que está solto nas pradarias. Quando o localizam, descobrem que ele possui sequelas de crueldades infligidas por humanos. Assim, a dupla estuda meios de reconquistar a amizade do animal.

## Premiações
| Patrocinador                                  | Prêmio     | Categoria                  | Recipiente        | Situação |
| --------------------------------------------- | ---------- | -------------------------- | ----------------- | -------- |
| Academia de Artes e Ciências Cinematográficas | Oscar 1950 | Melhor fotografia em cores | Charles G. Clarke | Indicado |

## Elenco
| Ator/Atriz       | Personagem   |
| ---------------- | ------------ |
| Mark Stevens     | Jeff Keane   |
| Coleen Gray      | Joan Hartley |
| Rory Calhoun     | Chick Palmer |
| Charley Grapewin | Doug         |
| Robert Patten    | Boyd         |